# Laas Gaal
Laas Gaal (in somalo Laas Geel, che sta per la pozza d'acqua dei dromedari) è un complesso di grotte e anfratti del Somaliland, una autodichiaratasi repubblica internazionalmente riconosciuta solo come regione autonoma della Somalia. Famose per l'arte rupestre, le grotte si trovano in una zona rurale nella periferia di Hargheisa. Contengono alcune delle pitture rupestri conosciute più antiche del Corno d'Africa e formano il più importante sito africano di pittura rupestre del periodo neolitico. È stato stimato che i disegni di Laas Gaal risalgano all'incirca al periodo compreso tra IX-VIII millennio a.C. e III millennio a.C..

## Descrizione
Il sito di Laas Gaal contiene grotte granitiche decorate con pitture del neolitico. Le grotte si trovano nella periferia di Hargheisa, in una zona che comprende un villaggio nomade, le colline di Naasa Hablood. Dal sito si ammira molto terreno, in cui i nomadi allevano il loro bestiame, e vivono le antilopi selvatiche.
I nomadi hanno usato le grotte come riparo durante la pioggia, e non hanno mai fatto troppa attenzione alle pitture. Il sito è ora controllato dagli abitanti locali.

## Scoperta
Nel novembre e dicembre 2002, una squadra di ricercatori francesi svolse uno studio in Somalia settentrionale. L'obiettivo della spedizione era quello di cercare anfratti e grotte contenenti depositi sedimentari in grado di permetterne la datazione del periodo in cui, in questo luogo, apparve la produzione economica (circa tra il V ed il II millennio a.C.). Durante questo studio i francesi scoprirono le pitture rupestri di Laas Geel, analizzando una zona contenente dieci grotte. Erano in un eccellente stato di conservazione, e le pitture raffiguravano antichi uomini che alzano le mani adorando mucche senza gobbe e con tre grandi corni.
Le pitture rupestri erano note da secoli agli abitanti locali prima dell'arrivo dei francesi. L'esistenza del sito non era però stata portata all'attenzione della comunità internazionale. Nel novembre 2003 una spedizione fece ritorno a Laas Gaal, ed una squadra di esperti svolse uno studio dettagliato sulle pitture e sul loro contesto preistorico.
In Somalia settentrionale si trovano numerosi siti archeologici con arte rupestre simile, come Haylaan, Qa’ableh, Qombo'ul ed Elaayo. Molte di queste antiche strutture sono già state ampiamente studiate, un processo che potrebbe aiutare a fare luce sulla storia locale facilitandone la conservazione per i posteri.

## Descrizione
Si pensa che le pitture di Laas Gaal siano le meglio conservate dell'intera Africa. Tra le altre cose, raffigurano mucche in abiti cerimoniali accompagnate da uomini, che si credono essere gli abitanti della regione. I colli delle mucche sono ornati con la parte piatta del guscio delle tartarughe. Alcune mucche sono raffigurate con addosso abiti decorativi. Oltre al bestiame dal lungo corno, sono disegnate anche immagini di cani domestici, altri vari canidi e giraffe.
Simon Reeve visitò la grotta durante il programma televisivo Places That Don't Exist. Colpito dall'eccellente conservazione e dai colori vibranti delle pitture, disse che «traspare il fatto che Laas Gaal sia probabilmente il più importante sito di pittura rupestre del neolitico dell'intera Africa», e che «poche persone sanno che la Somalia ospita questi tesori». Osman Bile Ali, che mostrò a Reeve il sito, descrisse le pitture di Laas Gaal come «magnifiche».

## Galleria d'immagini

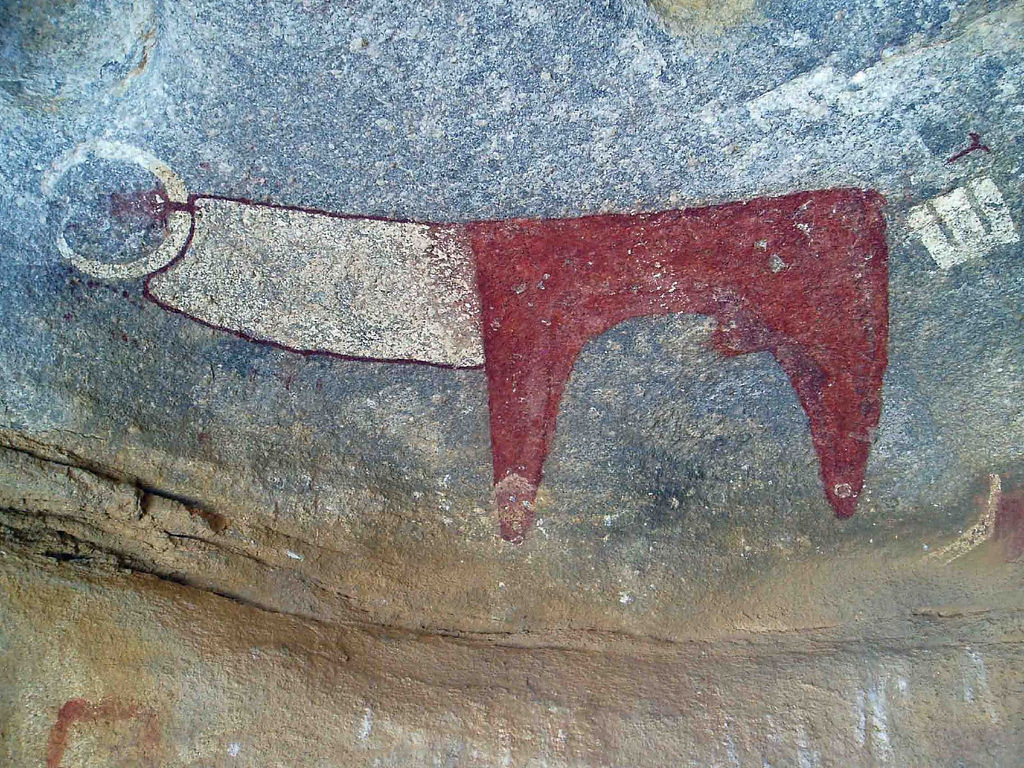
Immagine di una mucca cerimoniale
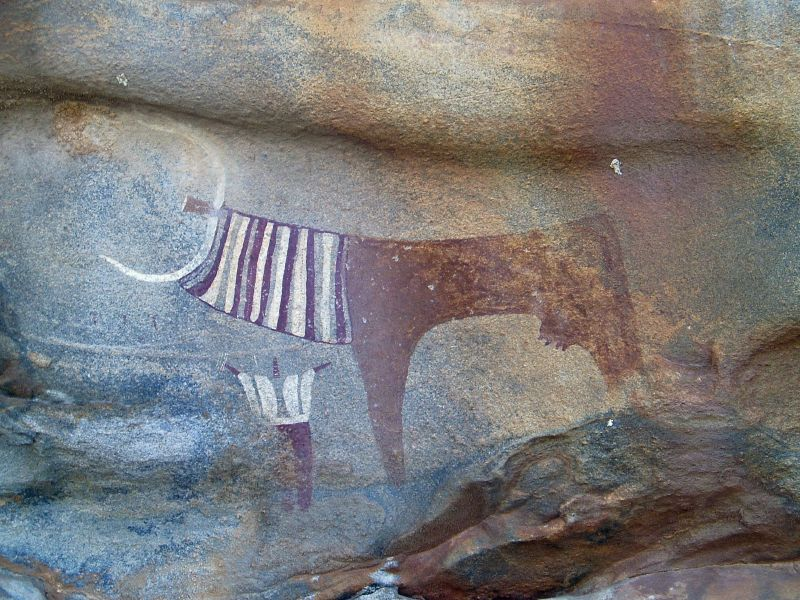
Uomo e mucca
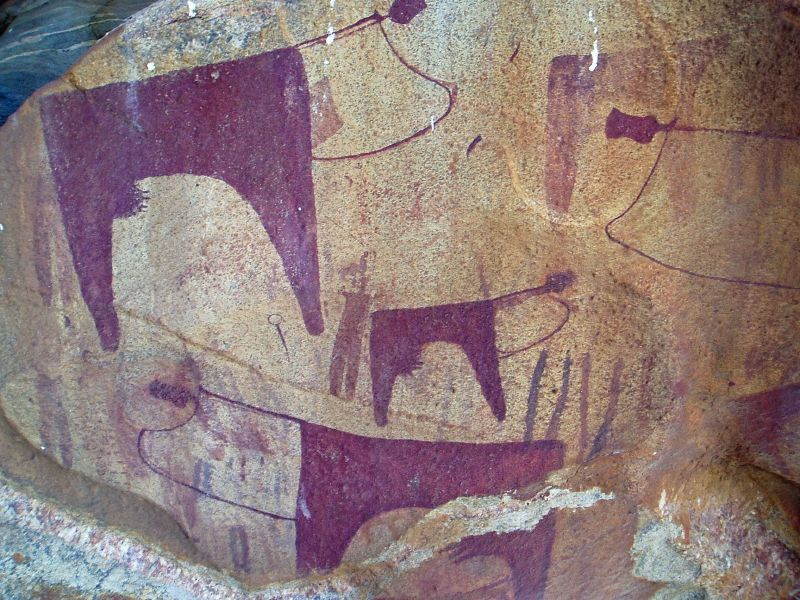
Mandria di mucche
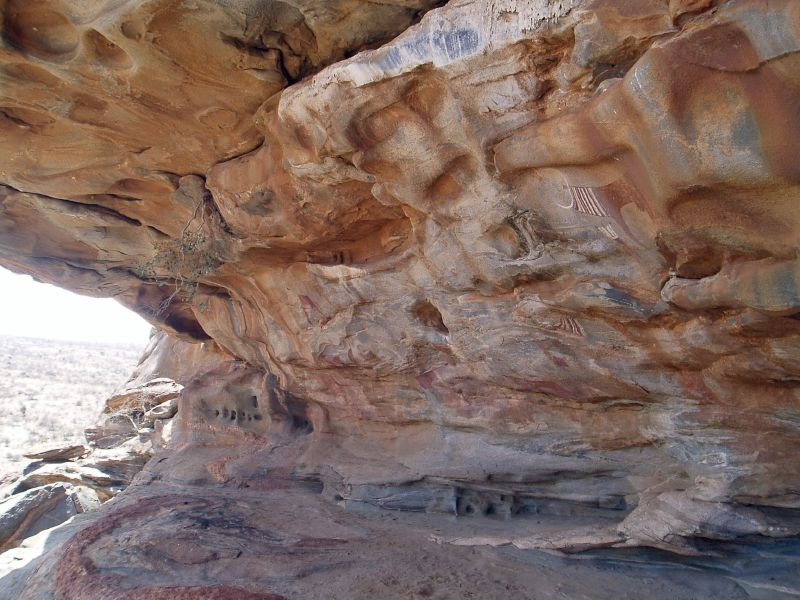
Uno degli anfratti di Laas Gaal